# Хаммонд, Элвис
Элви́с Зарк Хаммо́нд (англ. Elvis Zark Hammond; род. 6 октября 1980, Аккра, Гана) — ганский футболист, нападающий. Играл за клубы из Англии и за нидерландский «Розендал».

## Карьера
В период с 1996 по 2001 год Хаммонд играл за Академию команды Фулхэм. Профессиональная карьера Элвиса Хаммонда начиналась в клубе «Фулхэм». Игрок за 4 года провёл в команде всего лишь 11 матчей. Это связано с тем, что большое количество времени игрок находился в аренде в низших клубах Англии: сезон 2001/02 футболист из Ганы провёл в «Бристоль Роверс», в 2003 году играл за «Норвич Сити», в 2005 году за нидерландский «Розендал» и английский «Лестер Сити».
В сентябре 2005 года Хаммонда выкупил «Лестер» за 250000 £. За три года Хаммонд провёл за «Лестер Сити» более 60 матчей. 11 ноября 2008 года Хаммонд подписал контракт с «Челтнем Таун».